# Supernatural (альбом)
Supernatural — музичний альбом рок-гурту Santana, що вийшов в 1999 році.

## Про альбом
Supernatural став першим альбомом гурту американського рок-гітариста Карлоса Сантани на лейблі Arista. Платівка містила як власні пісні музиканта, так і дуети з зірковими виконавцями, серед яких Дейв Меттьюз, Вайклеф Жан, Everlast, Лорін Гілл, Ігл-Ай Черрі, Роб Томас, гурт Maná та Ерік Клептон. Еклектична платівка поєднала традиційні латиноамериканські рок-ритми, притаманні Santana, та сучасні рок- та попкомпозиції кінця дев'яностих, дозволивши Карлосові Сантані повернутись до когорти найуспішніших сучасних музикантів.
Альбом було видано 15 червня 1999 року. Вже через місяць — 15 липня — він став «золотим», а в серпні 1999 року — «платиновим», з понад 1 млн проданих примірників. Протягом наступних чотирьох років альбом продовжував бути бестселером, і 10 грудня 2003 року став «15 разів платиновим» із 15 млн проданих екземплярів. 12 вересня 2000 року вийшов концертний відеоальбом Supernatural Live, який також став мультиплатиновим — станом на 22 вересня 2003 було продано 300 тисяч копій.
На церемонії нагородження премії «Греммі», що відбулась 23 лютого 2000 року, гурт Santana отримав вісім нагород, що стало повторенням рекорду Майкла Джексона. З урахуванням премії за найкращу пісню, альбом приніс авторам та виконавцям дев'ять «грамофонів»:
1. Запис року: Santana та Роб Томас — «Smooth»
2. Альбом року: Santana — Supernatural
3. Пісня року: Ітаал Шур та Роб Томас (автори пісні) — «Smooth»
4. Краще попвиконання дуету або гурту з вокалом: Santana — «Maria Maria»
5. Краща попколаборація з вокалом: Santana та Роб Томас — «Smooth»
6. Краще інструментальне попвиконання: Santana — «El Farol»
7. Краще рок-виконання дуету або гурту з вокалом: Santana та Everlast — «Put Your Lights On»
8. Краще інструментальне рок-виконання: Santana та Ерік Клептон — «The Calling»
9. Кращий рок-альбом: Santana — Supernatural[21]

## Список пісень
| #   | Назва                                                              | Тривалість |
| --- | ------------------------------------------------------------------ | ---------- |
| 1.  | «(Da Le) Yaleo»                                                    | 5:51       |
| 2.  | «Love of My Life» (разом з Дейвом Меттьюзом та Картером Б'юфордом) | 5:48       |
| 3.  | «Put Your Lights On» (разом з Everlast)                            | 4:47       |
| 4.  | «Africa Bamba»                                                     | 4:40       |
| 5.  | «Smooth» (разом з Робом Томасом)                                   | 4:56       |
| 6.  | «Do You Like the Way» (разом з Лорін Гілл та Сі Ло Грін)           | 5:52       |
| 7.  | «Maria Maria» (разом з the Product G&B)                            | 4:21       |
| 8.  | «Migra»                                                            | 5:24       |
| 9.  | «Corazón Espinado» (разом з Maná)                                  | 4:32       |
| 10. | «Wishing It Was» (разом з Eagle-Eye Cherry)                        | 4:59       |
| 11. | «El Farol»                                                         | 4:49       |
| 12. | «Primavera»                                                        | 5:17       |
| 13. | «The Calling» (разом з Еріком Клептоном)                           | 7:48       |